# Próba wierności
Próba wierności (ros. Проверка на дорогах) – radziecki dramat wojenny z 1971 roku w reżyserii Aleksieja Germana. Scenariusz filmu powstał na podstawie powieści ojca reżysera, Jurija Germana, pt. Opieracija «S Nowym godom». Jeden z radzieckich półkowników, którego emisję na kilkanaście lat wstrzymała cenzura, a umożliwiła dopiero pieriestrojka.

## Obsada
- Władimir Zamanski – Aleksandr Łazariew
- Rołan Bykow – Iwan Łokotkow
- Maja Bułgakowa – chłopka
- Nikołaj Burliajew – policjant
- Anda Zaice – Inga
- Oleg Borisow – zwiadowca Wiktor Sołomin
- Jurij Dubrowin – Bolszakow
- Gienadij Diudiajew – Mitka
- Igor Klass – partyzant
- Fiodor Odinokow – Jerofjeicz
- Wiktor Pawłow – Kutienko
- Anatolij Sołonicyn – Pietuszkow

## Opis fabuły
Akcja filmu rozgrywa się w zimie 1942 na okupowanym terytorium ZSRR (najprawdopodobniej na Białorusi). Do radzieckiego oddziału partyzanckiego dobrowolnie przechodzi funkcjonariusz niemieckiej policji – były sierżant Armii Czerwonej Łazariew, który wcześniej trafił do niemieckiej niewoli i wstąpił na niemiecką służbę. Pomimo kilku aktów lojalności, w oddziale styka się z ogólną nieufnością, a nawet wrogością. Aresztowany, próbuje popełnić samobójstwo, jednak otrzymuje od dowódcy oddziału (który chce mu dać szansę) propozycję wykradzenia z niemieckiej stacji pociągu z zaopatrzeniem. Podczas akcji, która udaje się tylko dzięki jego odwadze i poświęceniu, ginie śmiercią bohatera.

## Krytyka
Zarówno postacie bohaterów filmu jak i jego akcja odróżniają się od schematów przyjętych w radzieckim kinie wojennym przełomu l. 60. i 70. Postać głównego bohatera-zdrajcy, ale i jednocześnie człowieka odważnego, wrażliwego i zdolnego do największych poświęceń; konflikt pomiędzy dowódcą oddziału partyzanckiego a jego komisarzem (w pewnym momencie nawet, d-ca nie wykonuje rozkazu komisarza); sposób ukazania jeńców i służących Niemcom kolaborantów; postawa ludności cywilnej wobec partyzantów (chłopka wyklina i pomstuje na partyzantów, których obecność we wsi przynosi śmierć i zniszczenie) – wszystko to spowodowało, że obraz przez ówczesne władze został uznany za fałszujący walkę narodu z wrogiem w czasie wielkiej wojny ojczyźnianej, a sam reżyser oskarżony o nieznajomość realiów partyzanckiej rzeczywistości. Ukończony już film decyzją Goskino ZSRR trafił "na półkę" i na swoją premierę musiał poczekać aż 14 lat.
Pokazany w kinach wraz z rozpoczęciem pieriestrojki, został przez krytyków uznany za ciekawe studium dylematów i postaw moralnych reprezentowanych przez obywateli ZSRR w okresie II wojny światowej.
Film był pokazywany w TVP w 1988 i w tym samym roku na krótko trafił także na ekrany polskich kin.